# Hemithea vivida
Hemithea vivida är en fjärilsart som beskrevs av Inoue 1961. Hemithea vivida ingår i släktet Hemithea och familjen mätare. Inga underarter finns listade i Catalogue of Life.